# Блокирование Википедии в КНР
Блокирование Википедии в КНР — периодически накладываемое ограничение доступа жителей КНР к Википедии целиком или к отдельным её статьям, происходящее с 2004 года.
По данным Huffington Post, на июнь 2015 года в КНР был полностью заблокирован доступ к разделу Википедии на китайском языке. С апреля 2019 года в КНР оказались заблокированными все языковые разделы Википедии.

## Блокировки
Раздел Википедии на китайском языке был запущен в мае 2001. В государственных СМИ имелись положительные статьи о Википедии в начале 2004 года.
Впервые доступ пользователей из КНР к серверам Википедии был заблокирован между 2 и 21 июня 2004. Это связывают с 15-й годовщиной событий на площади Тяньаньмэнь 4 июня 1989. 22 июня блокировка была отменена.
Второй раз доступ к Википедии из КНР был ограничен на четыре дня с 23 по 27 сентября 2004 года. Однако это ограничение не носило всеобъемлющего характера и затронуло не всех пользователей в Китае. Причины этой блокировки до сих пор неизвестны.
Третья блокировка была наложена 19 октября 2005 года. Блокировка затрагивала только пользователей из КНР, не включая Гонконг и Макао. При этом опытные пользователи ПК могли без труда обойти блокировку, используя прокси-сервер либо другие средства, однако, учитывая то, что большинство пользователей в КНР выходит в Интернет из интернет-кафе, эта блокировка оказала очень серьёзное негативное воздействие на рост китайской Википедии, и по показателям роста она стала серьёзно отставать от Википедий на других языках, в частности, её смогла обойти русская Википедия.
Начиная с 10 октября 2006 начали приходить сообщения о том, что пользователи в КНР могут напрямую заходить на все языковые версии Википедии за исключением китайской. В английской версии доступ к некоторым статьям был закрыт. Так, например, сообщалось, что открыт доступ к статье о площади Тяньаньмэнь, содержащей небольшой отрывок о событиях на площади Тяньаньмэнь 1989 г., однако статья о самих событиях была недоступна. В то же время доступ к Википедии на китайском языке остаётся закрытым.
10 ноября 2006 китайский блогер Anrew Lih сообщил о снятии блокировки. 16 ноября информационное агентство Рейтер подтвердило эту информацию: блокировка со всех языковых версий, включая китайскую, снята (за исключением статей на некоторые «чувствительные» темы, например, События на площади Тяньаньмэнь (1989)). За неделю после снятия блокировки количество новых статей подскочило на 75 %, а количество зарегистрированных пользователей в день возросло в три раза и по этому показателю китайская Википедия вышла на второе место после английской. В течение той же недели в китайской Википедии была создана 100-тысячная статья. Однако 17 ноября доступ и к английскому, и к китайскому разделам Википедии в КНР вновь оказался закрыт.
15 июня 2007 года запрет на доступ к Википедии в КНР был снят за исключением раздела Википедии на китайском языке, а также нескольких «чувствительных» статей на английском. 25 июля 2007 года китайская Википедия также была разблокирована, но лишь на короткий период.
Начиная с 31 августа 2007 года все языковые разделы были вновь заблокированы.
В преддверии Олимпийских игр 2008 года доступ к Википедии был открыт.
По словам основателя Википедии, по состоянию на 15 ноября 2012, начиная с 2008 года и далее, доступ ко всем разделам Википедии открыт, но определённые статьи по-прежнему блокируются от просмотра:

Википедия была полностью заблокирована в Китае в течение примерно трёх лет. Теперь мы открыты там уже свыше четырёх лет, потому что прямо перед Олимпийскими играми они чуть-чуть приоткрыли доступ. […] Википедию разблокировали, но не до конца. Они до сих пор фильтруют некоторые страницы.
Оригинальный текст (англ.)Wikipedia was completely banned in China for about three years.  We have now been open in China for just over four years because just before the Beijing Olympics they opened up quite a bit.  They unblocked the BBC.  They unblocked Wikipedia but they didn’t quite completely unblock. They still filter some pages
— Заявление основателя Википедии
10 января 2009 года был заблокирован китайский раздел Викиновостей.